# Kaktus film
Kaktus film är ett svenskt produktionsbolag, som arbetar med att göra reklam och animerade musikvideor och TV-program. Företaget grundades 1996 av Andreas Wicklund och gör musikvideor som Crazy Frog, Backyard Babies, och den tyska maskoten Golio. Kaktus film har också gjort vinjetter, bland annat till Barnkanalens, Sons of Anarchy, SVT 24:s logotyper. 